# Fagertärn
Fagertärn är en sjö i Tiveden i närheten av Tivedens nationalpark  i Askersunds kommun  i Närke och ingår i Motala ströms huvudavrinningsområde. Sjön är 9,5 meter djup, har en yta på 0,199 kvadratkilometer och befinner sig 162,7 meter över havet. Fagertärn ligger i Fagertärn Natura 2000-område och skyddas av fågeldirektivet. Sjön avvattnas av vattendraget Rösjöbäcken.
Sjön är moderplats för den röda näckrosen och har därför gjorts till naturreservat. Blommornas röda färg har uppstått genom mutation. Den botanikkunnige Bernhard Agaton Kjellmark fick se de röda näckrosorna vid ett besök 1856 och gjorde dem kända inom vetenskapliga kretsar. 1905 fridlystes samtliga näckrosor i Fagertärn.
Naturreservatet som bildades 1983 omfattar 35 hektar, varav 12 hektar är land. Ett häfte, Den röda näckrosen i Fagertärn: "Europas vackraste vilda växt" utgavs till 150-årsminnet av upptäckten av de röda näckrosorna i sjön.

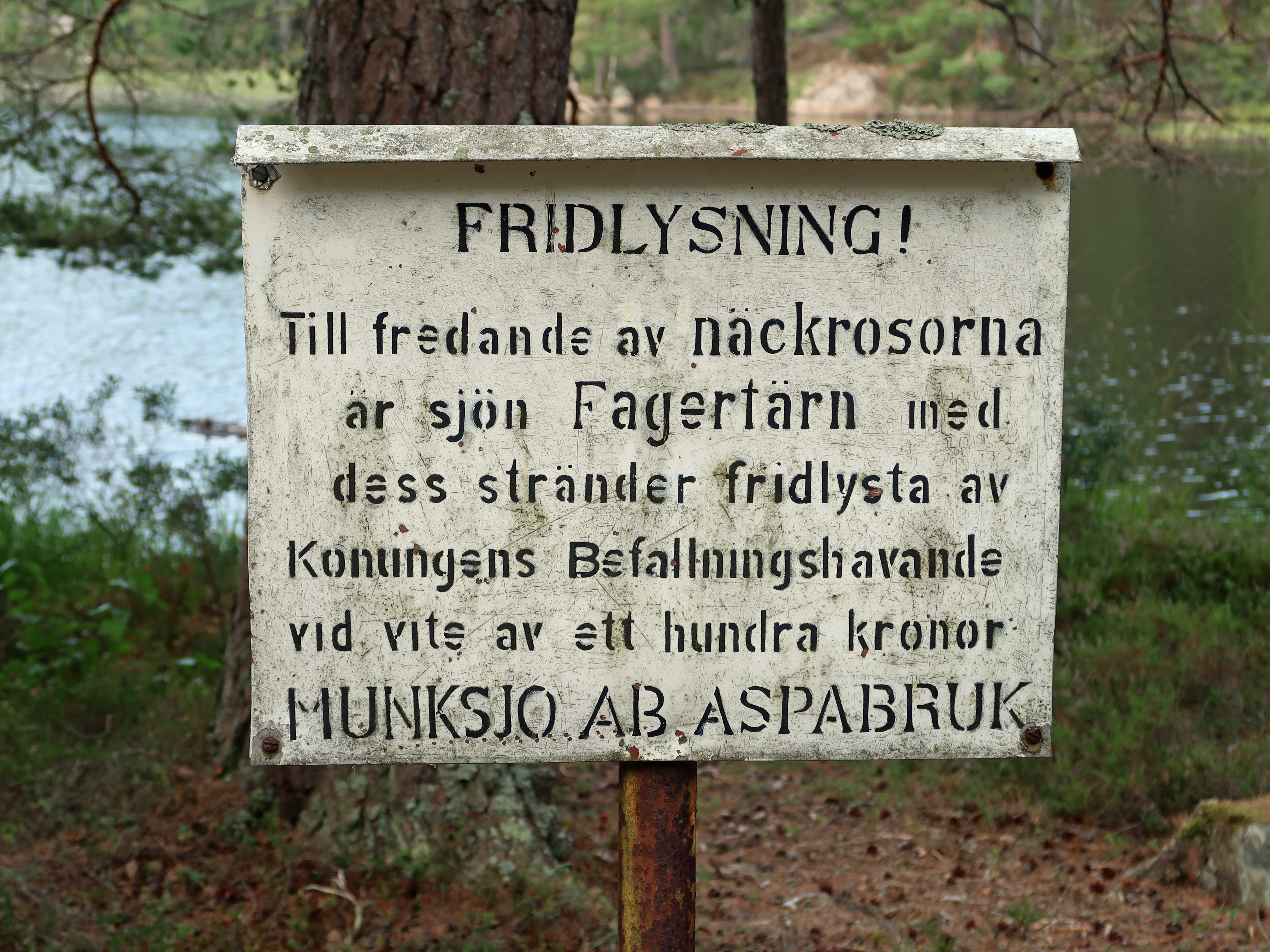
Äldre skylt om fridlysning av näckrosorna

## Delavrinningsområde
Fagertärn ingår i delavrinningsområde (651597-143552) som SMHI kallar för Utloppet av Fagertärn. Medelhöjden är 183 meter över havet och ytan är 1,86 kvadratkilometer. Det finns inga avrinningsområden uppströms utan avrinningsområdet är högsta punkten. Vattendraget som avvattnar avrinningsområdet har biflödesordning 5, vilket innebär att vattnet flödar genom totalt 5 vattendrag innan det når havet efter 163 kilometer. Avrinningsområdet består mestadels av skog (81 procent). Avrinningsområdet har 1,08 kvadratkilometer vattenytor vilket ger det en sjöprocent på 4,6 procent.